# BP-897
BP-897是一种有机化合物，化学式为C26H31N3O2，为多巴胺受體D3的选择性部分激动剂，常用于可卡因成瘾的科学研究。